# Molinos (Teruel)
Molinos is een gemeente in de Spaanse provincie Teruel in de regio Aragón met een oppervlakte van 79,61 km². Molinos telt 251 inwoners (1 januari 2016).